# نماز (مسیحیت)

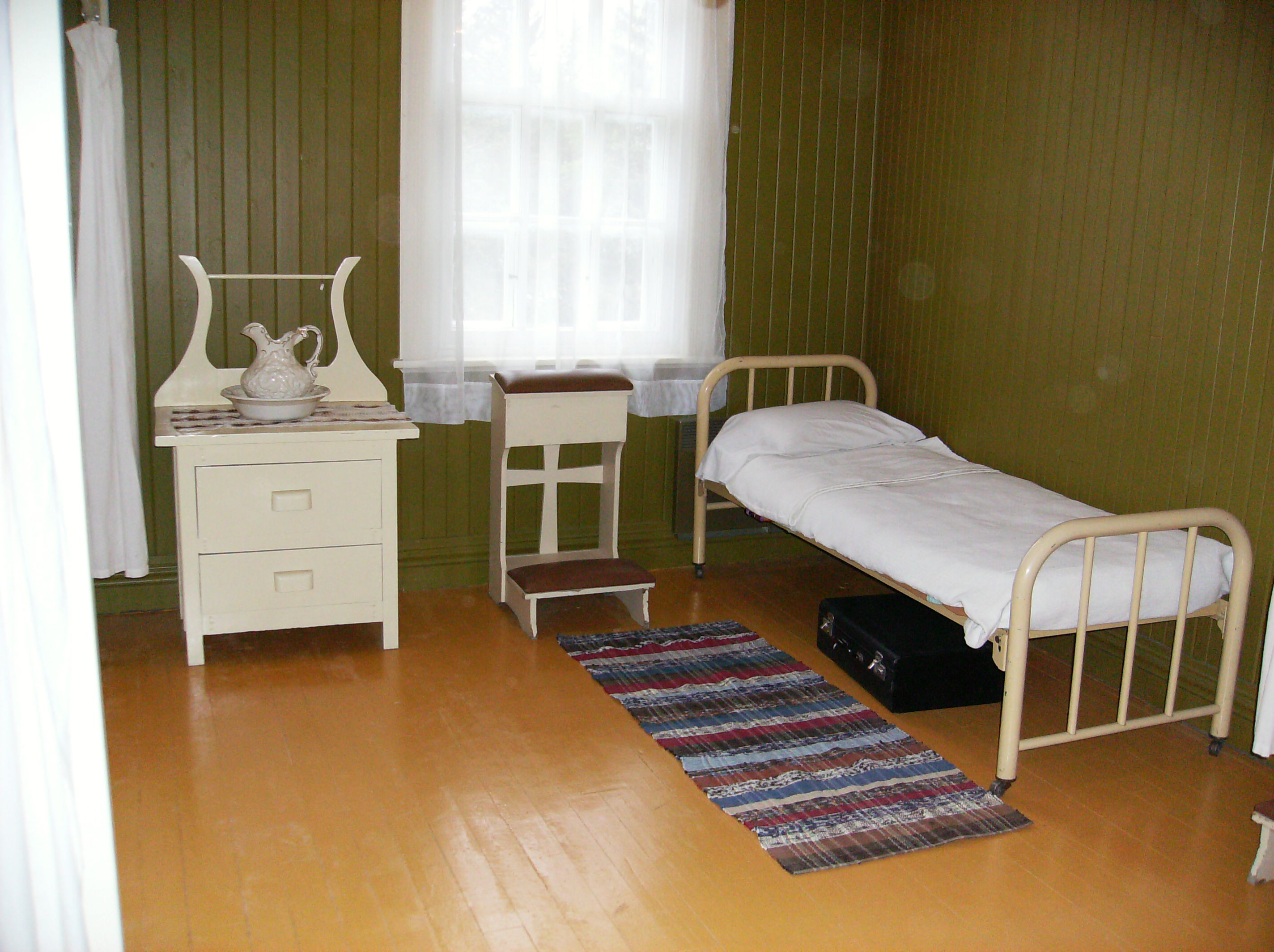
اتاق خصوصی که برای نماز خصوصی مسیحیان استفاده می شود، در اتاق یک خانه تاریخی واقع شده است.

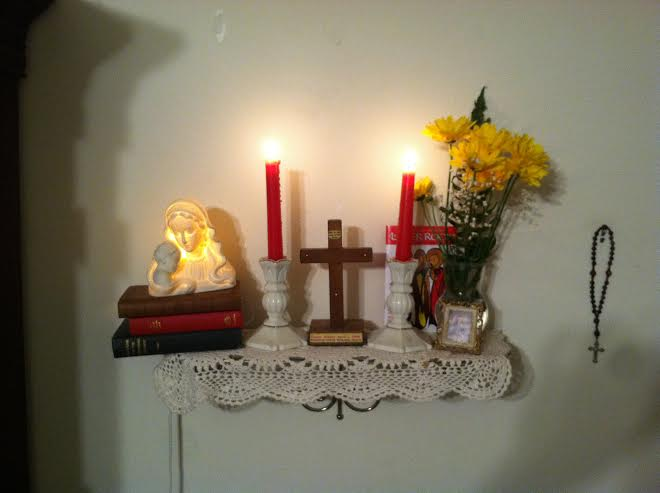
بسیاری از مسیحیان مؤمن یک محراب خانه دارند که در آن آنها (و اعضای خانواده‌شان) دعا می‌کنند و ادبیات مذهبی مسیحی را می‌خوانند، گاهی اوقات در حالی که در یک مراسم مذهبی زانو زده‌اند.

نماز در مسیحیت یک فعالیت مهم در مسیحیت است و چندین شکل مختلف برای این عمل استفاده می شود.
نماز های  مسیحی متنوع هستند: آنها می توانند کاملاً خودانگیخته باشند یا به طور کامل از روی یک متن خوانده شوند، مانند یک خلاصه، که شامل ساعات متعارفی است که در زمان های ثابت نماز خوانده می شود.  هنگام نماز، معمولاً حرکات خاصی همراه با نماز است، از جمله دست بستن، سر به زیر انداختن، زانو زدن (اغلب در زانو زدن نیمکت در عبادت شرکتی یا در زانو زدن یک روحانی در عبادت خصوصی) و سجده.